# Гватемальско-российские отношения
Гватемальско-российские отношения — дипломатические отношения между Гватемалой и Россией.

## История
Первые контакты на дипломатическом уровне между Российской империей и Республикой Гватемала произошли в 1880 году, когда состоялся обмен посланиями между императором Александром II и президентом Руфино Барриосом.
Дипломатические отношения между СССР и Гватемалой установлены 19 апреля 1945 года, но дальнейшего развития не получили, и лишь 4 января 1991 года стороны обменялись дипломатическими представительствами. После распада Советского Союза, правительство Гватемалы признало 8 января 1992 года Российскую Федерацию в качестве государства-продолжателя СССР.
В 1995 году в Москве было открыто посольство Гватемалы. С 1997 года посол России в Коста-Рике являлся послом в Гватемале по совместительству. В 2007 году в Гватемале было открыто самостоятельное посольство.
В сентябре 2000 года стороны подписали договор о принципах отношений между Россией и Гватемалой.
В октябре 2003 года вице-президент Гватемалы Хуан Франсиско Рейес посетил Россию.
В ноябре 2006 года было подписано межправительственное соглашение о торговле и экономическом сотрудничестве.
В июле 2007 года впервые состоялся визит главы России в Гватемалу, во время которой президент России Владимир Путин провёл ряд переговоров с президентом Гватемалы Оскаром Берже.